# Буково (Церкно)
Буково (словен. Bukovo, итал. Buccova) је насељено место у општини Церкно, Горишка регија, Словенија.

## Историја
До територијалне реорганизације у Словенији било је у саставу старе општине Идрија.

## Становништво
У попису становништва из 2011. године, Буково је имало 179 становника.
| Број становника према пописима | Број становника према пописима | Број становника према пописима |
| ------------------------------ | ------------------------------ | ------------------------------ |
| 1991                           | 2002                           | 2011                           |
| 190                            | 179                            | 179                            |

Напомена: Године 1952. повећано за насеље Којца, које је укинуто.

## Галерија
- улаз у насеље
- засеок Којца